# 国際運転免許証

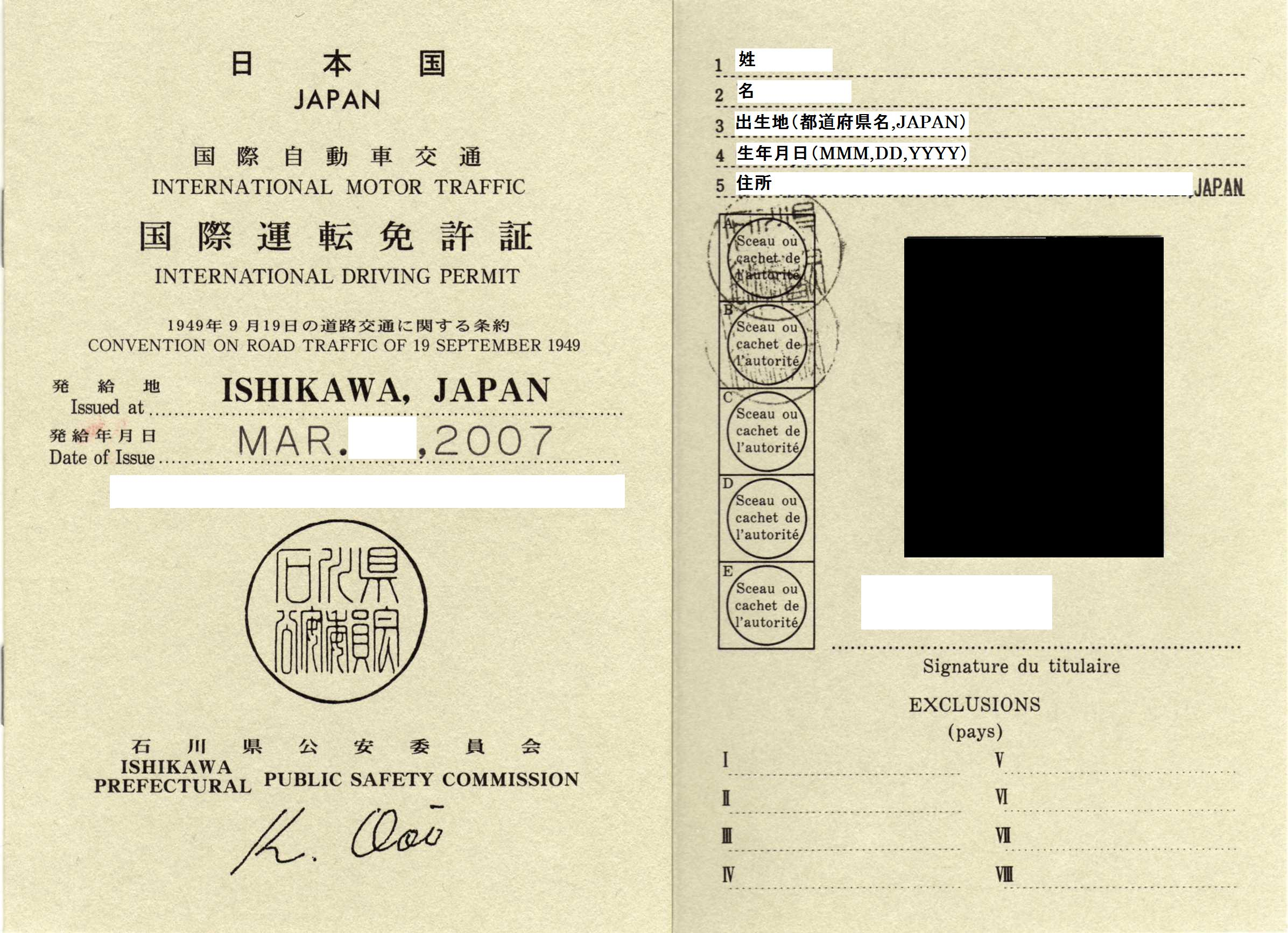
日本国（都道府県公安委員会）発行の国際運転免許証

国際運転免許証（こくさいうんてんめんきょしょう、英語: International Driving Permit）とは、自身が自動車運転免許を所有する国や地域以外での自動車または二輪車の運転を可能にするものである。

## 制度の概要
国際運転免許証の発行は、道路交通に関する条約 （Convention on Road Traffic） に基づいている。所有する運転免許証の翻訳証明書として機能しており、条約締結国間相互において有効となる。ジュネーブ条約に加盟していないにもかかわらず、ジュネーブ条約の様式の国際運転免許証を発行している国もある。
主要な道路交通に関する条約には、
- 道路交通に関する条約（ジュネーヴ、1949年9月19日作成、1952年3月26日発効。通称ジュネーヴ交通条約）
- 道路交通に関するウィーン条約（ウィーン、1968年11月8日作成、1977年5月21日発効。通称ウィーン交通条約）

の2つがあり、
- ジュネーヴ交通条約に基づいて交付される国際運転免許証
- ウィーン交通条約に基づいて交付される国際運転免許証

の2種類が存在する。
ウィーン交通条約はジュネーヴ交通条約を発展させたものである。日本政府はジュネーヴ交通条約のみしか締結していない。そのため、日本で発給された国際免許を所持していてもウィーン交通条約のみの締結国においては当免許証で運転することができず、ウィーン交通条約のみの締結国で発給された国際免許を所持していても日本で運転することはできない。
ドイツやスイスはウィーン交通条約のみの締約国であり、国際運転免許証は日本では有効ではない。ただし、2国間の取り決めで翻訳文を添付することで日本国内で有効な運転免許証として扱われる。
また、ジュネーヴ交通条約においては18歳に満たない者は、批准国内で有効な運転免許を保有していても、国際運転免許証の発給は発効日を18歳になる日以降の日付を指定して発給される。日本においては、発給日と発効日が同日となるため、18歳以上でないと国外運転免許証は発給されない。
日本の各自治体ごとにある公安委員会発行の国内用運転免許証は英語で International Driver's license もしくは International Driving license とされているが、国際運転免許証の英語表記は International Driving Permit である。

## 免許の効力
当免許証を持って本条約の締約国に上陸した者は、上陸の日（期間計算に当該上陸日を算入するかどうかは国により異なる。日本への上陸の場合は上陸当日起算）から原則として最大1年間その国の定める運転免許を有しなくても自動車等の運転を行うことができる。ただし国によっては、国内法や地方自治体法等で運転できる期間が短縮されている場合がある。
締約国に渡航しその後帰国した後に、住所や名前などの国内免許証の記載内容が変更になった場合、たとえ1年間の有効期間内であっても、国際運転免許証の返還を要求され、再び締約国へ渡航し車両を運転する場合は、新規発行と同じ手順で申請しなければならない、このとき、改めて発行手数料が必要となる。
日本の国際運転免許証の有効期間は発給日当日から起算して1年間である。更新制度はなく、有効期限を延長したい場合は現在の免許証を返納した上で新規発給の申請となる（発給日起算のため、現免許から1年の延長とはならない）。また、有効期限が切れていても、再度申請する場合には旧免許を返納しないと交付されない場合がある。
国際運転免許証は、所持している運転免許証の他国向け翻訳という性質を持つ。国際運転免許証は、当該発給国の国内運転免許の効力に依存する為、その元となる運転免許が免許停止処分を受ければその停止期間中は同様に停止となるし、失効すれば当然同時に失効する。また、国際運転免許証はその発給国では効力を有しないので、例えば日本の運転免許を受けている人が、日本の発給した国際運転免許証だけを携帯して日本国内で運転した場合は道交法違反（免許証不携帯）となる。
また、この制度を悪用し、取得が容易な国で取得した免許証を使って、日本国内で常態的に運行する者がおり問題とされたため、2002年の日本の道路交通法改正により、住民基本台帳に記録されている者が日本国外で取得した国際運転免許証により日本国内で運転する場合は、日本国外（必ずしも発給した国・地域である必要はない）へ出国後3か月以上（通算でなく連続で。期間計算には日本からの出国当日不算入）経過して日本へ帰国・再入国したものでない場合、日本国内では効力を有しないものとなり道交法違反（無免許運転）となる。この場合、日本での仮免許証扱いからの講習と実技で日本の免許の交付措置を受けることが必要となる。

### アメリカ合衆国の場合
アメリカでは州ごとに効力が変わってくる。
基本的に商用、観光のためのものと解釈されている場合が多い為、ある州に住居を定めてから、○○日以内に当該州の発行する運転免許を取得しなければならないという規制が設けられている場合があり、米国居住者がこの期間を過ぎてから国際運転免許証だけで運転すると、無免許運転とみなされる場合がある。
- ジョージア州: 30日
- アラバマ州: 30日
- サウスカロライナ州: 90日
- ノースカロライナ州: 60日
- バージニア州: 60日（ただし短期滞在者6ヶ月以内は取得不要）
- カリフォルニア州: ビザでの長期滞在者は10日
- ペンシルベニア州: 国際免許が一年間有効
- ハワイ州: 国際免許が一年間有効

## 申請方法

### 日本の場合
日本においては、公安委員会が発行する運転免許証を元に発行される国際運転免許証を「国外運転免許証」、外国の運転免許証を元に発行される国際運転免許証を「国際運転免許証」、外国の運転免許証に日本語の翻訳文を添付したものを「外国運転免許証」と区別し、道路交通法にて定義している。しかしこれは法令中の区別のためであり、実際に発給される国外運転免許証の日本語（漢字）表記は「国際運転免許証」である。
各国により国際運転免許証の取り扱いは異なっているが、日本においては国際運転免許証で運転を行う際には元になった運転免許証は求められない。ただし、外国からの訪日客に対しては、パスポートの携帯義務があるため、パスポートと合わせて保持することが推奨される。
日本が加盟しているジュネーブ条約による国際免許証は紙製の冊子形式であり、ジュネーブ条約によって色や大きさ等の様式が定められているものの、発行国によって様々な色や大きさで発行されている。日本においてはジュネーブ条約の加盟が必須であり、様式を満たしていても無免許運転扱いとなってしまう。住所地の公安委員会が管轄する運転免許試験場（運転免許センター）や、住所地を管轄する警察署（一部は不可。詳しくは住所地の免許センターへ）に赴いて申請する。免許センターの場合即日交付、警察署の場合後日交付の場合有り。
申請時に必要なものは以下の通り。
- 国外運転免許証交付申請書（申請用紙は窓口に用意してある）
- 運転免許証（免許の種類が、大型特殊一種・大型特殊二種・小型特殊・原付・仮免許（大型・中型・準中型・普通）のみの場合は、申請不可。）
- 海外への渡航を証明する書類（日本国旅券、船員手帳、航空券など）
- 証明写真1枚（縦4.5cm×横3.5cm）
- 国外運転免許証交付手数料（2,350円）
- 日本国内の運転免許証の有効期間が1年未満の場合で、渡航時に無効となる場合は、理由書を添えて早期更新を受ける必要がある。その場合、次回有効期限が1年短縮される。

### アメリカ合衆国の場合
アメリカ自動車協会（AAA、日本の日本自動車連盟（JAF）に相当）の任意の支部（住所に関わらない）、またはAATAにて発行される。
申請時に必要なものは以下の通り。
- 申請書（ウェブサイトからダウンロードするか窓口で受け取る）
- 有効な運転免許証（アメリカ合衆国各州が発行するもの）
- 写真2枚（縦5cm×横5cm、申請時に15ドルで撮影可能）
- 手数料（20ドル）[4]

## 様式
条約により大きさ・色などの様式が規定されているが、用紙材質については定めがない。ただし、発行国は大きさ・色彩について条約に規定された様式を守っていないケースが多い。
紙質は貧相であり、ホログラム等の比較的近代的偽造防止技術が無かった一昔前を感じさせる。身分証明欄の写真は押出プレス印が施されるが、写真と台紙の境目の段差により、プレスの刻印が不明確になり、割印の役目をしていなかったり、プレス自体が弱くて目視できなかったりする。
中央の増補頁はステープラーで簡単に留められているのみで、簡単に差し替えられる様子であるなど、証明書として信用度を維持するには極めて乏しい体裁で、海外では運転は出来ても、身分証明や本人確認書類としては殆ど受理されないと言われて久しいにもかかわらず、様式は昔のままである。

例：香港は緑色、マルタは地図が描かれている。

### 日本の場合
藁半紙のような色の3つ折の厚紙で、畳むとA6判（文庫サイズ）である。開くと右のページが身分証明欄になっている。また中央にはページが増補され、運転できる車両（下記）などの事項が6か国語（日本語・英語・スペイン語・ロシア語・中国語（繁体字）・フランス語・アラビア語）で記載されている。表紙など、その他の記載事項は主に日本語と英語である。

### 日本以外の場合
- アメリカ合衆国: 日本で発行されるものとほぼ同様の体裁であるが、記載言語は英語をはじめ日本語を含む10に及ぶ。
- 台湾: 日本で発行されるものとほぼ同様の体裁であるが、記載言語は中国語をはじめ6である。台湾及び中国はそもそもジュネーブ条約の加盟国ではなく、日本国内においては国際運転免許証は有効ではない[7]。

## 国際運転免許証で運転できる車両
日本国内の運転免許制度では、2輪か4輪かなど車輌の形態、乗車可能な人数などに基づいて運転できる車輌を制限しており、普通免許、中型免許、二輪免許などの区分がある。
他国でもその国の事情に応じて区分されているが、国際免許制度ではこれらをA～Eの5種類に統一し、各国の国内区分との対応は当該国で定めている。
以下の表の「種類」が国際免許の種類であり、「運転できる車輌」が条約で定義された当該種類の免許で運転が許されている車輌、「必要な日本の免許」に記載のあるいずれかの種類の免許を有する者にその種類の国際免許が発給できるとの意味である。

### 一覧
| 種類 | 運転することができる車両 | 必要な日本の免許 |
| ---- | --- | --- |
| A    | 二輪の自動車（側車付きのものを含む。）、身体障害者用車両及び空車状態における重量が400kg（900ポンド）をこえない三輪の自動車                                                                                  | 大型自動二輪車免許（AT限定含む） 普通自動二輪車免許（AT限定・小型限定・AT小型限定含む） |
| B    | 乗用に供され、運転者席のほかに8人分をこえない座席を有する自動車又は貨物運送の用に供され、許容最大重量が3,500kg（7,700ポンド）をこえない自動車。この種類の自動車には、軽量の被牽引車を連結することができる。 | 第一種 大型自動車・中型自動車（8t限定・AT8t限定含む）・準中型自動車（5t限定・AT5t限定含む）・普通自動車免許（AT限定含む） 第二種 大型自動車・中型自動車（8t限定・AT8t限定／5t限定・AT5t限定含む）・普通自動車免許（AT限定含む） |
| C    | 貨物運用の用に供され、許容最大重量が3,500kg（7,700ポンド）をこえる自動車。この種類の自動車には、軽量の被牽引車を連結することができる。                                                                      | 第一種 大型自動車・限定無し中型自動車免許・限定無し準中型自動車免許 第二種 大型自動車・限定無し中型自動車免許 |
| D    | 乗用に供され、運転者のほかに8人分をこえる座席を有する自動車。この種類の自動車には、軽量の被牽引車を連結することができる。                                                                                   | 第一種 大型自動車・限定無し中型自動車免許・限定無し準中型自動車免許 第二種 大型自動車・限定無し中型自動車免許 |
| E    | 運転者が免許を受けたB、C又はDの自動車に軽量の被牽引車以外の被牽引車を連結した車両 | 第一種 牽引免許 第二種 牽引免許 |

### 備考
- 車両の「許容最大重量」とは、運行することができる状態にある車両の重量及びその最大積載量の和をいう。
- 「最大積載量」とは、車両の登録国の権限のある当局が宣言した積載物の重量の限度をいう。
- 「軽量の被牽引車」とは、許容最大重量が750 kg（1,650ポンド）を超えない被牽引車をいう。
- 日本の大型特殊自動車免許、小型特殊自動車免許、原動機付自転車免許については、条約に、それに相当する免許が定義されていない為、これらの免許「しか」有しない者には国際運転免許証は発給されない。
- 5t未満限定付き準中型、8t未満限定付き中型の場合、新普通免許と同じ扱いで、Bのみが発給される。
- 準中型限定無し、中型限定無し（マイクロバス等特定中型車も運転可能な場合）ならばB、C、Dが発給される。
- 小型特殊自動車及び原動機付自転車は、日本の国内免許制度では普通自動車免許で運転できる[8]が、ジュネーヴ条約による車両区分ではA（普通二輪・大型二輪）に相当するため、Aが発給されていない国際運転免許証では運転できない。しかしながら日本国内においては、2019年（平成31年）2月21日の時点で、A〜Eのいずれか１つにスタンプ等が押されていれば、日本国内で運転することが可能となっているようである[9]。

## 国際運転免許証が有効な国

### 日本の場合
ジュネーヴ交通条約とウィーン交通条約のうち、日本は前者にのみ加盟しており、後者には加盟していない。したがって、ウィーン交通条約しか加盟していない国では日本発給の国際運転免許証は原則として効力を有さないし、当該加盟国発給の国際運転免許証を所持していても日本国内では運転できない。
逆に、ジュネーヴ交通条約に加盟している国では日本発給の国際運転免許証が原則として効力を持ち、
当該加盟国発給の国際運転免許証を所持していれば日本国内で運転できる。

#### ジュネーヴ交通条約締約国
香港とマカオは、かつての宗主国イギリスとポルトガルが締約国であったことから、加盟領域になっている。中華人民共和国（中国）への返還及び特別行政区政府移行後も、その権利義務を継承することで引き続き加盟領域となっている。なお、中国本土は2025年時点で締約国ではない。

#### 2国間取り決めにより有効な国
上記の通り、ウィーン交通条約しか締約していない国などと、ジュネーヴ交通条約しか締約していない日本との間では、これらの条約に基づく国際運転免許証による利便性は享受できない。それに代わって2国間取り決めにより、日本の運転資格を相手国内で有効とし、相手国の運転資格を日本国内で有効とすることがある。どちらの条約も締約していない場合でも同じである。
ドイツはウィーン条約のみを締約しているが、実際には日本国内で発給された国際運転免許証と国内免許証（または、国内免許証とドイツ語翻訳）の携帯によって、ドイツ国内での運転が正式に可能となる。同様にドイツの免許で、日本国内の運転も可能である（ただし、国際免許証による運転は不可。下記、外国運転免許証を参照）。これはドイツと日本国間で直接的な取り決めを行っていることによる。
中華民国(台湾)は、いずれの条約にも加盟していない事から、中華民国(台湾)の運転免許証(国際運転免許証を含む)は原則として他国での使用ができず、逆に、他国の運転免許証(国際運転免許証を含む)についても原則として中華民国(台湾)の統治する台湾域内での使用はできない事となっている。しかし、日本を含めて多くの国と運転免許証の相互使用を認める取り決めを交わしている事から、条件(相手国が指定した言語の翻訳文を所持など)が付加される場合は多いものの、多くの国との間で運転免許証が相互に認められる状態となっている。
なお、日本と中華民国(台湾)の間での取り決めとして、相手国で運転する場合、自国での有効な運転免許証に加え、指定された機関や団体において発行された相手国の指定言語(相手国が日本の場合は日本語、相手国が中華民国(台湾)の場合は中国語)への翻訳文、を共に携帯する事で運転が認められる事になっている。そうした事から、あくまで国内用の運転免許証を相互に利用可能とする取り決めであるため、国際運転免許証は使用できない事に注意が必要となる。

## 日本における外国運転免許証
ジュネーヴ条約未締結または国際免許証を発給していない国または地域であって、日本と同等の水準にあるとみなされる免許証に限り日本で有効な免許証（外国運転免許証）として機能する。
なお、その際には当該国家等の行政庁等が作成した所定の書式の日本語の翻訳文を携帯する必要がある。この取扱いは日本国内の法令によって規定されている。
相手国での日本の国内運転免許証の取扱いについて必ずしも同じとは限らないので渡航の際は関係省庁で最新の情報を得る必要がある。
日本と同等の水準の運転免許制度を有する国又は地域は道路交通法施行令により定められており、スイス連邦、ドイツ連邦共和国、フランス共和国、ベルギー王国、モナコ公国と台湾が該当する。
制約等は国際運転免許証とほぼ同等で、日本上陸（入国の意味）1年以内であること、当該国の運転免許が有効であること、住民基本台帳に記録されるものは日本出国から入国まで3ヶ月以上経過している者であることという制限がある。